# Clément Mignon
Clément Mignon (Aix-en-Provence, 21 gennaio 1993) è un ex nuotatore francese.

## Premi
- Giochi olimpici

Rio de Janeiro 2016: argento nella 4x100m sl.
- Mondiali

Kazan 2015: oro nella 4x100m sl.
Gwangju 2019: bronzo nella 4x100m sl mista.
- Mondiali in vasca corta

Doha 2014: oro nella 4x100m sl, argento nella 4x50m misti e bronzo nella 4x100m misti.
Windsor 2016: argento nella 4x100m sl.
- Europei

Berlino 2014: oro nella 4x100m sl e bronzo nella 4x100m sl mista.
Londra 2016:oro nella 4x100m sl, bronzo nei 100m sl e nella 4x100m sl mista.
- Europei in vasca corta

Glasgow 2019: bronzo nella 4x50m sl mista.
- Europei giovanili:

Helsinki 2010: oro nella 4x100m sl e nella 4x200m sl e bronzo nei 50m sl.
- Gymnasiadi

Doha 2009: argento nei 50m sl e bronzo nella 4x100m sl.

## International Swimming League
| Stagione 2020 | Stagione 2021   |
| ------------- | --------------- |
| Iron          | Energy Standard |